# Syndicat national des écoles
Pour les articles homonymes, voir SNE.
 (janvier 2020).
Si vous disposez d'ouvrages ou d'articles de référence ou si vous connaissez des sites web de qualité traitant du thème abordé ici, merci de compléter l'article en donnant les références utiles à sa vérifiabilité et en les liant à la section « Notes et références ».
Le Syndicat national des écoles (abrégé SNE, SNE! ou SNE-CSEN) est un syndicat français d'enseignants du premier degré, affilié à la Confédération syndicale de l'Éducation nationale (CSEN).
Il a été fondé en 1962 sous le nom d'Union syndicale nationale des enseignants de France (USNEF).

## Histoire
Créé le 24 septembre 1962 par d’anciens militants du Syndicat national des instituteurs (SNI) qui reprochaient à leur syndicat des positions politiques partisanes, le SNE s’est d’abord appelé USNEF (Union syndicale nationale des enseignants de France) et s’est affilié à la Confédération générale des cadres par le biais de la Fédération française des cadres de la fonction publique. En 1973 il a fusionné avec le Syndicat général de l'enseignement public formé en 1970, puis le 4 juin 1986 avec le SNADE (Syndicat national autonome des directeurs d’école) constitué officiellement en 1981. Fin 1982, il quitte la Fédération française des cadres de la fonction publique. En 1986, l’USNEF-SNADE adhère à la CSEN. En 1987, à la suite de la création du statut des Maîtres Directeurs, sont créées des Commissions consultatives paritaires académiques et départementales (CCPA et CCPD). L’USNEF-SNADE présente des listes dans pratiquement toutes les académies. En 1989, il prend son nom actuel. En juillet 1990, il quitte la CSEN, et adhère à la Confédération française de l'encadrement (CFE-CGC), malgré des positions divergentes notamment sur l’école privée ou sur l’alignement des retraites des fonctionnaires sur celles du secteur privé. En conséquence, son Congrès extraordinaire du 22 mars 1999 décide un retour à la CSEN par 95 % des suffrages. 
Pour les élections professionnelles d’octobre 2011, la CSEN, dont le SNE est le syndicat du premier degré, a signé le 24 mars 2011 un protocole d’alliance électorale  avec la FAEN et le SCENRAC/CFTC. Ils présentent alors des listes communes, dénommées « Union pour l’École républicaine » au comité technique ministériel et aux comités techniques de proximité. N'ayant pas atteint le nombre de voix nécessaire, les syndicats de la CSEN sont privés de représentativité.
Lors du congrès de 2012 Pierre Favre prend la suite de Jean-Claude Halter à la présidence (JC Halter devenant secrétaire général de la CSEN). La réforme des rythmes scolaires engagée par Vincent Peillon, est critiquée dès 2009 par le SNE, alors que les propositions du ministre avaient reçu un accueil plutôt favorable dans l'opinion (morale républicaine, disparition des IUFM...). Le SNE est rejoint dans sa critique par les syndicats majoritaires lors du mouvement du 12 février 2013. La campagne de communication engagée avec son partenaire le SNALC permet en 2014 au SNE de retrouver son siège au CTM[Quoi ?]. Avec 21 152 voix, SNE et SNALC devancent SUD et talonnent la CGT. Le congrès de 2015 renouvelle Pierre Favre à la présidence et un programme d'implantation national est lancé (création de sections dans l'Ain, le Loiret, les Vosges, l'Isère, le Puy de Dôme).
En 2019, Laurent Hoefman est élu président. Fort de sa présence au ministère, le SNE participe aux travaux au plus haut niveau. Le SNE est présent à tous les ateliers du Grenelle de l'éducation en 2020, participe à toutes les réunions concernant le 1er degré et l'école dans sa globalité. Le Journal de bord est créé. Il s'agit d'un recueil de tous les renseignements pratiques indispensables qu'il faut connaître dans le cadre d'une année scolaire "normale". Résolument corporatiste, le SNE se développe dans tout le territoire. 
En 2022, le SNE publie un livre blanc sur l'école : "Quelle école pour réussir ?". Il se présente aux élections professionnelles en partenariat avec le S2dé, le syndicat des directrices et des directeurs d'école. Avec près de 10 000 voix,  les listes SNE / S2Dé font jeu égal avec la CFDT dans le 1er degré.
En 2023, Philippe Ratinet est élu président. Le SNE poursuit une expansion géographique d'importance. De nombreuses sections départementales et académiques naissent.

## Revendications du SNE
Le SNE-CSEN dit refuser « tout engagement partisan, idéologique, politique ou religieux ». Pour le SNE-CSEN « l’école doit être un lieu de transmission des savoirs, les programmes doivent être recentrés sur les apprentissages fondamentaux ». Aucun élève ne doit quitter le CM2 sans savoir lire, écrire, parler et compter. Il revendique  une autorité fonctionnelle large et clairement définie pour les directeurs d'école et plus d'autonomie pour les écoles, l'amélioration des conditions de travail des enseignants du premier degré, une inclusion qualitative des élèves porteurs de handicap, il dénonce la « smicardisation » des traitements, et la suppression massive des postes d’enseignants, il défend la semaine de quatre jours. 
Le SNE/CSEN lutte pour : 
- une rémunération des PE alignée sur celle des professeurs certifiés et sur la moyenne des pays de l'OCDE
- le développement de l'autorité fonctionnelle du directeur d'école, avec une amélioration du régime des décharges, une rémunération améliorée, une reconnaissance de l'engagement via une progression de carrière spécifique et une valorisation sur la calcul de la retraite, des moyens pour exercer la fonction.
- un aménagement des carrières amélioré, par l'activation pleine et entière des dispositifs RH existants (temps partiel, détachement, rupture conventionnelle...) et la création de nouvelles possibilités en fin de carrière (temps partiel de droit à partir d'un certain âge, accès facilité à la retraite progressive, actions de tutorat, de formation... pour sortir de sa classe si besoin)
- des mobilités facilitées (interne, externe, géographique)
- une inclusion raisonnée, pour le bénéfice de tous (élèves, enseignants et AESH)
- une refonte de l'éducation prioritaire pour raisonner à partir des écoles et non plus des collèges
- une formation continue qui intègre les besoins et envies du terrain
- le rétablissement d'une saine autorité du Conseil des Maîtres,
- l'obligation de respect dû aux enseignants par toute la communauté éducative, leur hiérarchie, les parents, les élèves, les municipalités, les associations, clubs...
- la nécessité de développer une communication entre la hiérarchie et les enseignants visant à mieux comprendre présenter les orientations et les projets et les réformes du ministère tout comme le fonctionnement interne de l’administration.

## Positions:«Ne jamais fermer la porte à la négociation, mais ne jamais être complaisant»
Le SNE est indépendant de tout parti politique. Le SNE est un syndicat à l'écoute des enseignants du primaire, qui n'est ni complaisant, ni rigide envers l'administration, seule façon de prolonger le dialogue et d'obtenir des résultats.
Le SNE est favorable à l’autonomie des écoles et à un véritable pouvoir fonctionnel pour le directeur. 
En 2010 Jean-Claude Halter a défendu  le statut de directeur, élément de base à l'autonomie des établissements.
En octobre 2015 lors de sa première université d'automne, le SNE présente son projet complet pour le premier degré : « L'école des Fondamentaux » qui complète la trilogie de la CSEN (le « Collège modulaire » et le « Lycée de tous les savoirs »)
En 2021, Le SNE publie "Quelle école pour réussir ?" un nouveau livre blanc sur l'école maternelle et élémentaire. Un ouvrage amendé au fil du temps pour tenir compte des évolutions qui touchent à l'école.

## Représentativité
Pour les élections professionnelles de 2011, la CSEN, confédération à laquelle appartient le SNE s'est alliée avec la FAEN et le SCENRAC/CFTC pour présenter des listes, communes aux différents comités techniques sous l’appellation : Union pour l’École républicaine.
Des responsables nationaux et départementaux n'ont pas accepté ces alliances et ont rejoint la FNEC FP Force Ouvrière. Avec 4,72 % aux élections au CTM (résultats officiels au 21 octobre 2011), l'UER n'obtient pas de siège. En CAPN, le SNE-CSEN, allié au SNEP n'a recueilli que 1,26 % des voix. Présent en 2014 sous ses seules couleurs et associé au SNALC, le SNE remonte à 1,98 %. Sa progression et celle du SNALC (5,465 % au CTM) sont soulignées par les médias. Plusieurs cadres du SNEP-FAEN, privé de représentativité et dissous en mai 2015, rejoignent le SNE dont ils partagent la plateforme.
En décembre 2022, le SNE place en 8ème position au CSA MEN, un score inédit pour un syndicat qui représente un seul degré. Le SNE est le premier des non élus au CSA MEN. Il compte néanmoins des élus dans de nombreuses instances locales (CAPD, CSA locaux).

## Organisation
Le SNE est organisé en sections départementales. La direction nationale est formée d'un président, Philippe Ratinet, Vice-président Laurent Hoefman, 5 secrétaires généraux dont un Secrétaire général aux publications Mathieu Ferbach et une Secrétaire générale Trésorière Nathalie Halter.
Localement, le SNE se compose de sections académiques qui regroupent des sections départementales.

## Publications
Le SNE édite une publication électronique nationale hebdomadaire La Voix de l’École et une publication nationale papier annuelle  Le Journal de bord.